# Mistrovství světa ve fotbale žen do 17 let 2008
Mistrovství světa ve fotbale žen do 17 let 2008 se konalo na Novém Zélandu od 28. října do 16. listopadu 2008. Bylo prvním oficiálně uznaným mistrovstvím světa ve fotbale týmů žen ve věkové kategorii do 17 let, které pořádá FIFA.

## Pořadatelská města
Zápasy se hrály v celkem čtyřech novozélandských městech:
- Auckland, největší aglomerace Nového Zélandu, hostila finále a zápas o 3. místo. Stadion se nachází v městské části North Shore City.
- Hamilton hostil dva čtvrtfinálové zápasy.
- Wellington, hlavní město Nového Zélandu, hostilo dva čtvrtfinálové zápasy.
- Christchurch, jediné pořadatelské město na Jižním ostrově, hostitel semifinále.

Zápasy základních skupin byly rovnoměrně rozděleny mezi všechna čtyři pořadatelská města.
|                                                                    |                                           |                                             |                                                       |
|                                                                    |                                           |                                             |                                                       |
| North Harbour Stadium Auckland (North Shore City) Kapacita: 25 000 | Waikato Stadium Hamilton Kapacita: 26 500 | Westpac Stadium Wellington Kapacita: 36 500 | Queen Elizabeth II Park Christchurch Kapacita: 20 000 |

## Kvalifikované týmy
| Konfederace | Kvalifikační turnaj                                     | Kvalifikováni                      |
| ----------- | ------------------------------------------------------- | ---------------------------------- |
| AFC         | Mistrovství Asie ve fotbale žen do 17 let 2007          | Severní Korea Japonsko Jižní Korea |
| CAF         | Mistrovství Afriky ve fotbale žen do 17 let 2008        | Nigérie Ghana                      |
| CONCACAF    | Mistrovství ve fotbale zemí CONCACAF do 17 let žen 2008 | USA Kostarika Kanada               |
| CONMEBOL    | Mistrovství Jižní Ameriky ve fotbale žen do 17 let 2008 | Kolumbie Brazílie Paraguay         |
| UEFA        | Mistrovství Evropy ve fotbale žen do 17 let 2008        | Německo Francie Dánsko Anglie      |
| Hostitel    | Hostitel                                                | Nový Zéland                        |

## Základní skupiny

### Skupina A
| Tým         | B | Z | V | R | P | VG | IG | +/- |
| ----------- | - | - | - | - | - | -- | -- | --- |
| Dánsko      | 5 | 3 | 1 | 2 | 0 | 3  | 2  | +1  |
| Kanada      | 5 | 3 | 1 | 2 | 0 | 2  | 1  | +1  |
| Nový Zéland | 3 | 3 | 1 | 0 | 2 | 4  | 4  | 0   |
| Kolumbie    | 2 | 3 | 0 | 2 | 1 | 3  | 5  | -2  |

| 28. října 2008 19:00 |          |        |                                                                           |
| Nový Zéland          | 0:1      | Kanada | North Harbour Stadium, Auckland diváci: 13 123 rozhodčí: Kirsi Savolainen |
|                      | (Report) |        | North Harbour Stadium, Auckland diváci: 13 123 rozhodčí: Kirsi Savolainen |

| 29. října 2008 12:00 |          |          |                                                                     |
| Dánsko               | 1:1      | Kolumbie | North Harbour Stadium, Auckland diváci: 6 759 rozhodčí: Cha Sung-Mi |
|                      | (Report) |          | North Harbour Stadium, Auckland diváci: 6 759 rozhodčí: Cha Sung-Mi |

| 1. listopadu 2008 13:00 |          |        |                                                    |
| Kolumbie                | 1:1      | Kanada | North Harbour Stadium, Auckland rozhodčí: Wang Jia |
|                         | (Report) |        | North Harbour Stadium, Auckland rozhodčí: Wang Jia |

| 1. listopadu 2008 16:00 |          |        |                                                                       |
| Nový Zéland             | 1:2      | Dánsko | North Harbour Stadium, Auckland diváci: 11 170 rozhodčí: Silvia Reyes |
|                         | (Report) |        | North Harbour Stadium, Auckland diváci: 11 170 rozhodčí: Silvia Reyes |

| 4. listopadu 2008 19:00 |          |             |                                                                      |
| Kolumbie                | 1:3      | Nový Zéland | Wellington Stadium, Wellington diváci: 3 546 rozhodčí: Etsuko Fukano |
|                         | (Report) |             | Wellington Stadium, Wellington diváci: 3 546 rozhodčí: Etsuko Fukano |

| 4. listopadu 2008 19:00 |          |        |                                                                  |
| Kanada                  | 0:0      | Dánsko | Waikato Stadium, Hamilton diváci: 3 283 rozhodčí: Finau Vulivuli |
|                         | (Report) |        | Waikato Stadium, Hamilton diváci: 3 283 rozhodčí: Finau Vulivuli |

### Skupina B
| Tým           | B | Z | V | R | P | VG | IG | +/- |
| ------------- | - | - | - | - | - | -- | -- | --- |
| Německo       | 7 | 3 | 2 | 1 | 0 | 9  | 3  | +6  |
| Severní Korea | 5 | 3 | 1 | 2 | 0 | 4  | 3  | +1  |
| Ghana         | 4 | 3 | 1 | 1 | 1 | 4  | 4  | 0   |
| Kostarika     | 0 | 3 | 0 | 0 | 3 | 1  | 8  | -7  |

| 29. října 2008 12:00 |          |         |                                                                             |
| Kostarika            | 0:5      | Německo | Queen Elizabeth II Park, Christchurch diváci: 4 105 rozhodčí: Etsuko Fukano |
|                      | (Report) |         | Queen Elizabeth II Park, Christchurch diváci: 4 105 rozhodčí: Etsuko Fukano |

| 29. října 2008 15:00 |          |       |                                                                                 |
| Severní Korea        | 1:1      | Ghana | Queen Elizabeth II Park, Christchurch diváci: 453 rozhodčí: Natalia Avdonchenko |
|                      | (Report) |       | Queen Elizabeth II Park, Christchurch diváci: 453 rozhodčí: Natalia Avdonchenko |

| 1. listopadu 2008 13:00 |          |         |                                                                  |
| Ghana                   | 2:3      | Německo | Queen Elizabeth II Park, Christchurch rozhodčí: Kirsi Savolainen |
|                         | (Report) |         | Queen Elizabeth II Park, Christchurch rozhodčí: Kirsi Savolainen |

| 1. listopadu 2008 16:00 |          |               |                                                                                  |
| Kostarika               | 1:2      | Severní Korea | Queen Elizabeth II Park, Christchurch diváci: 4 272 rozhodčí: Cristina Dorcioman |
|                         | (Report) |               | Queen Elizabeth II Park, Christchurch diváci: 4 272 rozhodčí: Cristina Dorcioman |

| 4. listopadu 2008 16:00 |          |           |                                                      |
| Ghana                   | 1:0      | Kostarika | Wellington Stadium, Wellington rozhodčí: Cha Sung-Mi |
|                         | (Report) |           | Wellington Stadium, Wellington rozhodčí: Cha Sung-Mi |

| 4. listopadu 2008 16:00 |          |               |                                                  |
| Německo                 | 1:1      | Severní Korea | Waikato Stadium, Hamilton rozhodčí: Michelle Pye |
|                         | (Report) |               | Waikato Stadium, Hamilton rozhodčí: Michelle Pye |

### Skupina C
| Tým      | B | Z | V | R | P | VG | IG | +/- |
| -------- | - | - | - | - | - | -- | -- | --- |
| Japonsko | 9 | 3 | 3 | 0 | 0 | 17 | 5  | 12  |
| USA      | 4 | 3 | 1 | 1 | 1 | 6  | 5  | 1   |
| Francie  | 4 | 3 | 1 | 1 | 1 | 8  | 10 | -2  |
| Paraguay | 0 | 3 | 0 | 0 | 3 | 5  | 16 | -11 |

| 30. října 2008 12:00 |          |     |                                                                |
| Japonsko             | 3:2      | USA | Waikato Stadium, Hamilton diváci: 4 816 rozhodčí: Thalia Mitsi |
|                      | (Report) |     | Waikato Stadium, Hamilton diváci: 4 816 rozhodčí: Thalia Mitsi |

| 30. října 2008 15:00 |          |          |                                                                     |
| Francie              | 6:2      | Paraguay | Waikato Stadium, Hamilton diváci: 5 016 rozhodčí: Pannipar Kamnueng |
|                      | (Report) |          | Waikato Stadium, Hamilton diváci: 5 016 rozhodčí: Pannipar Kamnueng |

| 2. listopadu 2008 13:00 |          |     |                                                  |
| Paraguay                | 1:3      | USA | Waikato Stadium, Hamilton rozhodčí: Thalia Mitsi |
|                         | (Report) |     | Waikato Stadium, Hamilton rozhodčí: Thalia Mitsi |

| 2. listopadu 2008 16:00 |          |         |                                                                      |
| Japonsko                | 7:1      | Francie | Waikato Stadium, Hamilton diváci: 4 115 rozhodčí: Quetzalli Alvarado |
|                         | (Report) |         | Waikato Stadium, Hamilton diváci: 4 115 rozhodčí: Quetzalli Alvarado |

| 5. listopadu 2008 16:00 |          |          |                                                                    |
| Paraguay                | 2:7      | Japonsko | Queen Elizabeth II Park, Christchurch rozhodčí: Cristina Dorcioman |
|                         | (Report) |          | Queen Elizabeth II Park, Christchurch rozhodčí: Cristina Dorcioman |

| 5. listopadu 2008 16:00 |          |         |                                                        |
| USA                     | 1:1      | Francie | North Harbour Stadium, Auckland rozhodčí: Silvia Reyes |
|                         | (Report) |         | North Harbour Stadium, Auckland rozhodčí: Silvia Reyes |

### Skupina D
| Tým         | B | Z | V | R | P | VG | IG | +/- |
| ----------- | - | - | - | - | - | -- | -- | --- |
| Jižní Korea | 6 | 3 | 2 | 0 | 1 | 6  | 3  | +3  |
| Anglie      | 6 | 3 | 2 | 0 | 1 | 4  | 3  | +1  |
| Nigérie     | 4 | 3 | 1 | 1 | 1 | 4  | 4  | 0   |
| Brazílie    | 1 | 3 | 0 | 1 | 2 | 3  | 7  | -4  |

| 30. října 2008 12:00 |          |        |                                                                      |
| Brazílie             | 0:3      | Anglie | Wellington Stadium, Wellington diváci: 10 795 rozhodčí: Michelle Pye |
|                      | (Report) |        | Wellington Stadium, Wellington diváci: 10 795 rozhodčí: Michelle Pye |

| 30. října 2008 15:00 |          |         |                                                                        |
| Jižní Korea          | 1:2      | Nigérie | Wellington Stadium, Wellington diváci: 11 500 rozhodčí: Finau Vulivuli |
|                      | (Report) |         | Wellington Stadium, Wellington diváci: 11 500 rozhodčí: Finau Vulivuli |

| 2. listopadu 2008 13:00 |          |        |                                                        |
| Nigérie                 | 0:1      | Anglie | Wellington Stadium, Wellington rozhodčí: Etsuko Fukano |
|                         | (Report) |        | Wellington Stadium, Wellington rozhodčí: Etsuko Fukano |

| 2. listopadu 2008 16:00 |          |             |                                                                       |
| Brazílie                | 1:2      | Jižní Korea | Wellington Stadium, Wellington diváci: 6 471 rozhodčí: Damgoua Neguel |
|                         | (Report) |             | Wellington Stadium, Wellington diváci: 6 471 rozhodčí: Damgoua Neguel |

| 5. listopadu 2008 19:00 |          |         |                                                                                   |
| Brazílie                | 2:2      | Nigérie | Queen Elizabeth II Park, Christchurch diváci: 1 410 rozhodčí: Natalian Avdoncheko |
|                         | (Report) |         | Queen Elizabeth II Park, Christchurch diváci: 1 410 rozhodčí: Natalian Avdoncheko |

| 5. listopadu 2008 19:00 |          |             |                                                                        |
| Anglie                  | 0:3      | Jižní Korea | North Harbour Stadium, Auckland diváci: 3 920 rozhodčí: Damgoua Negual |
|                         | (Report) |             | North Harbour Stadium, Auckland diváci: 3 920 rozhodčí: Damgoua Negual |

## Play off

### Čtvrtfinále
| 8. listopadu 2008 13:00 |          |               |                                                       |
| Dánsko                  | 0:4      | Severní Korea | Wellington Stadium, Wellington rozhodčí: Thalia Mitsi |
|                         | (Report) |               | Wellington Stadium, Wellington rozhodčí: Thalia Mitsi |

| 8. listopadu 2008 16:00 |          |        |                                                                     |
| Německo                 | 3:1      | Kanada | Wellington Stadium, Wellington diváci: 4 182 rozhodčí: Silvia Reyes |
|                         | (Report) |        | Wellington Stadium, Wellington diváci: 4 182 rozhodčí: Silvia Reyes |

| 9. listopadu 2008 13:00 |                         |        |                                                        |
| Japonsko                | 2:2 (prodl.) 4:5 (pen.) | Anglie | Waikato Stadium, Hamilton rozhodčí: Quetzalli Alvarado |
|                         | (Report)                |        | Waikato Stadium, Hamilton rozhodčí: Quetzalli Alvarado |

| 9. listopadu 2008 16:00 |          |     |                                                                    |
| Jižní Korea             | 2:4      | USA | Waikato Stadium, Hamilton diváci: 7 247 rozhodčí: Kirsi Savolainen |
|                         | (Report) |     | Waikato Stadium, Hamilton diváci: 7 247 rozhodčí: Kirsi Savolainen |

### Semifinále
| 13. listopadu 2008 16:00 |          |        |                                                              |
| Severní Korea            | 2:1      | Anglie | Queen Elizabeth II Park, Christchurch rozhodčí: Michelle Pye |
|                          | (Report) |        | Queen Elizabeth II Park, Christchurch rozhodčí: Michelle Pye |

| 13. listopadu 2008 19:00 |          |     |                                                                          |
| Německo                  | 1:2      | USA | Queen Elizabeth II Park, Christchurch diváci: 8014 rozhodčí: Sung Mi Cha |
|                          | (Report) |     | Queen Elizabeth II Park, Christchurch diváci: 8014 rozhodčí: Sung Mi Cha |

### O 3. místo
| 16. listopadu 2008 13:00 |          |         |                                                               |
| Anglie                   | 0:3      | Německo | North Harbour Stadium, Auckland rozhodčí: Natalia Avdonchenko |
|                          | (Report) |         | North Harbour Stadium, Auckland rozhodčí: Natalia Avdonchenko |

### Finále
| 16. listopadu 2008 16:00 |              |     |                                                                       |
| Severní Korea            | 2:1 (prodl.) | USA | North Harbour Stadium, Auckland diváci: 16 162 rozhodčí: Silvia Reyes |
|                          | (Report)     |     | North Harbour Stadium, Auckland diváci: 16 162 rozhodčí: Silvia Reyes |